# Natación en los Juegos Olímpicos de Londres 2012 – 200 metros estilo mariposa masculino
El evento de 200 metros estilo mariposa masculino de natación olímpica en los Juegos Olímpicos de Londres 2012 tomó lugar entre el 30 y el 31 de julio en el  Centro Acuático de Londres.

## Récords
RM=Récord mundial
RO=Récord olímpico

## Resultados

### Heats
| Rank | Heat | Línea | Nombre               | Nacionalidad                  | Tiempo  | Notas |
| ---- | ---- | ----- | -------------------- | ----------------------------- | ------- | ----- |
| 1    | 5    | 3     | Dinko Jukic          | Austria (AUT)                 | 1:54.79 | Q     |
| 2    | 5    | 6     | Tyler Clary          | Estados Unidos (USA)          | 1:54.96 | Q     |
| 3    | 3    | 7     | Velimir Stjepanovic  | Serbia (SRB)                  | 1:54:99 | Q, RN |
| 4    | 3    | 3     | Chad le Clos         | Sudáfrica (RSA)               | 1:55.23 | Q     |
| 5    | 5    | 4     | Michael Phelps       | Estados Unidos (USA)          | 1:55.53 | Q     |
| 6    | 3    | 5     | Chen Yin             | República Popular China (CHN) | 1:55.60 | Q     |
| 7    | 3    | 6     | Kazuya Kaneda        | Japón (JPN)                   | 1:55.70 | Q     |
| 8    | 4    | 4     | Takeshi Matsuda      | Japón (JPN)                   | 1:55.81 | Q     |
| 9    | 4    | 3     | László Cseh          | Hungría (HUN)                 | 1:55.86 | Q     |
| 10   | 3    | 4     | Wu Peng              | República Popular China (CHN) | 1:55.88 | Q     |
| 11   | 5    | 2     | Pawel Korzeniowski   | Polonia (POL)                 | 1:56.09 | Q     |
| 12   | 5    | 5     | Nick D'Arcy          | Australia (AUS)               | 1:56.25 | Q     |
| 13   | 4    | 5     | Bence Biczó          | Hungría (HUN)                 | 1:56.51 | Q     |
| 14   | 5    | 1     | Chris Wright         | Australia (AUS)               | 1:56.69 | Q     |
| 15   | 4    | 1     | Nikolay Skvortsov    | Rusia (RUS)                   | 1:56.76 | Q     |
| 16   | 3    | 1     | Ioannis Drymonakos   | Grecia (GRE)                  | 1:56.97 | Q     |
| =17  | 4    | 6     | Kaio Almeida         | Brasil (BRA)                  | 1:56.99 |       |
| =17  | 3    | 2     | Joe Roebuck          | Reino Unido (GBR)             | 1:56.99 |       |
| 19   | 4    | 7     | Marcin Cieślak       | Polonia (POL)                 | 1:57.07 |       |
| 20   | 5    | 7     | Roberto Pavoni       | Reino Unido (GBR)             | 1:57.55 |       |
| 21   | 4    | 2     | Leonardo Deus        | Brasil (BRA)                  | 1:58.03 |       |
| 22   | 2    | 3     | Pedro Oliveira       | Portugal (POR)                | 1:58.45 |       |
| 23   | 4    | 8     | Stefanos Dimitriadis | Grecia (GRE)                  | 1:58.79 |       |
| 24   | 3    | 8     | Robert Zbogar        | Eslovenia (SLO)               | 1:58.99 |       |
| 25   | 2    | 8     | Mauricio Fiol        | Perú (PER)                    | 1:59.02 |       |
| 26   | 5    | 8     | Joseph Schooling     | Singapur (SIN)                | 1:59.18 |       |
| 27   | 2    | 1     | Marcos Lavado        | Venezuela (VEN)               | 1:59.31 |       |
| 28   | 2    | 2     | Illya Chuyev         | Ucrania (UKR)                 | 1:59.65 |       |
| 29   | 2    | 5     | Alexandru Coci       | Rumania (ROU)                 | 1:59.67 |       |
| 30   | 2    | 7     | Hsu Chi-Chieh        | China Taipéi (TPE)            | 1:59.81 |       |
| 31   | 2    | 6     | David Sharpe         | Canadá (CAN)                  | 1:59.87 |       |
| 32   | 1    | 4     | Gal Nevo             | Israel (ISR)                  | 1:59.98 |       |
| 33   | 2    | 4     | Alexandre Liess      | Suiza (SUI)                   | 2:00.13 |       |
| 34   | 1    | 3     | Omar Pinzón          | Colombia (COL)                | 2:02.32 |       |
| 35   | 1    | 6     | Diego Castillo       | Panamá (PAN)                  | 2:04.72 |       |
| 36   | 1    | 5     | Yousef Al-Askari     | Kuwait (KUW)                  | 2:05.41 |       |
| 37   | 1    | 2     | Hocine Haciane       | Andorra (AND)                 | 2:06.37 |       |

### Semifinal

#### Semifinal 1
| Rank | Línea | Nombre             | Nacionalidad                  | Tiempo  | Notas |
| ---- | ----- | ------------------ | ----------------------------- | ------- | ----- |
| 1    | 6     | Takeshi Matsuda    | Japón (JPN)                   | 1:54.25 | Q     |
| 2    | 5     | Chad le Clos       | Sudáfrica (RSA)               | 1:54.34 | Q     |
| 3    | 3     | Yin Chen           | República Popular China (CHN) | 1:54.43 | Q     |
| 4    | 4     | Tyler Clary        | Estados Unidos (USA)          | 1:54.93 | Q     |
| 5    | 2     | Peng Wu            | República Popular China (CHN) | 1:55.65 |       |
| 6    | 7     | Nick D'Arcy        | Australia (AUS)               | 1:56.07 |       |
| 7    | 8     | Ioannis Drymonakos | Grecia (GRE)                  | 1:58.05 |       |
| 8    | 1     | Chris Wright       | Australia (AUS)               | 1:58.56 |       |

#### Semifinal 2
| Rank | Línea | Nombre              | Nacionalidad         | Tiempo  | Notas |
| ---- | ----- | ------------------- | -------------------- | ------- | ----- |
| 1    | 3     | Michael Phelps      | Estados Unidos (USA) | 1:54.53 | Q     |
| 2    | 4     | Dinko Jukic         | Austria (AUT)        | 1:54.95 | Q     |
| 3    | 7     | Pawel Korzeniowski  | Polonia (POL)        | 1:55.04 | Q     |
| 4    | 5     | Velimir Stjepanovic | Serbia (SRB)         | 1:55.13 | Q     |
| 5    | 1     | Bence Biczo         | Hungría (HUN)        | 1:55.36 |       |
| 6    | 6     | Kazuya Kaneda       | Japón (JPN)          | 1:55.56 |       |
| 7    | 2     | Laszlo Cseh         | Hungría (HUN)        | 1:55.88 |       |
| 8    | 8     | Nikolay Skvortsov   | Rusia (RUS)          | 1:56.53 |       |

### Final
| Rank | Línea | Nombre              | Nacionalidad                  | Tiempo  | Notas |
| ---- | ----- | ------------------- | ----------------------------- | ------- | ----- |
|      | 5     | Chad le Clos        | Sudáfrica (RSA)               | 1:52.96 |       |
|      | 6     | Michael Phelps      | Estados Unidos (USA)          | 1:53.01 |       |
|      | 4     | Takeshi Matsuda     | Japón (JPN)                   | 1:53.21 |       |
| 4    | 7     | Dinko Jukić         | Austria (AUT)                 | 1:54.35 |       |
| 5    | 2     | Tyler Clary         | Estados Unidos (USA)          | 1:55.06 |       |
| 6    | 8     | Velimir Stjepanović | Serbia (SRB)                  | 1:55.07 |       |
| 7    | 1     | Pawel Korzeniowski  | Polonia (POL)                 | 1:55.08 |       |
| 8    | 3     | Yin Chen            | República Popular China (CHN) | 1:55.18 |       |